# Делімханов Адам Султанович
Адам Султанович Делімханов (25 вересня 1969 , Беной, Чечено-Інгуська Автономна Радянська Соціалістична Республіка ) — російський державний діяч. Заступник голови Уряду Чеченської республіки (2006—2007). Депутат Державної думи Російської Федерації V, VI та VII скликань, член партії "Єдина Росія ". У Держдумі VII скликання — член комітету Держдуми з безпеки та протидії корупції.
За часів Ічкерії був особистим водієм польового командира Салмана Радуєва. З початком Другої Чеченської війни 1999 року перейшов на бік федеральних сил. У 2009 році глава Чеченської республіки Рамзан Кадиров назвав Делімханова «людиною, яка може його змінити».
Правозахисники та журналісти в Росії звинувачували Делімханова у порушеннях прав людини.
З 2014 року під санкціями США через причастя до злочинної групи «Братське коло».
1 лютого 2022 року Делімханов опублікував в Instagram відео, в якому погрожував вбивством адвокату-правозахиснику Абубакару Янгулбаєву та його родині. «Ми будемо переслідувати вас, доки не відріжемо вам голови та не вб'ємо», — сказав він у відео, яке засудила Amnesty International. У січні кадировські війська викрали матір Янгулбаєва.
За словами Кадирова, Делімханов брав участь в облозі Маріуполя під час Російське вторгнення в Україну (2022) як командувач чеченськими силами в бою. 26 квітня 2022 року Кадиров оголосив, що Делімханов отримав звання Герой Російської Федерації указом президента Володимира Путина.

## Біографія

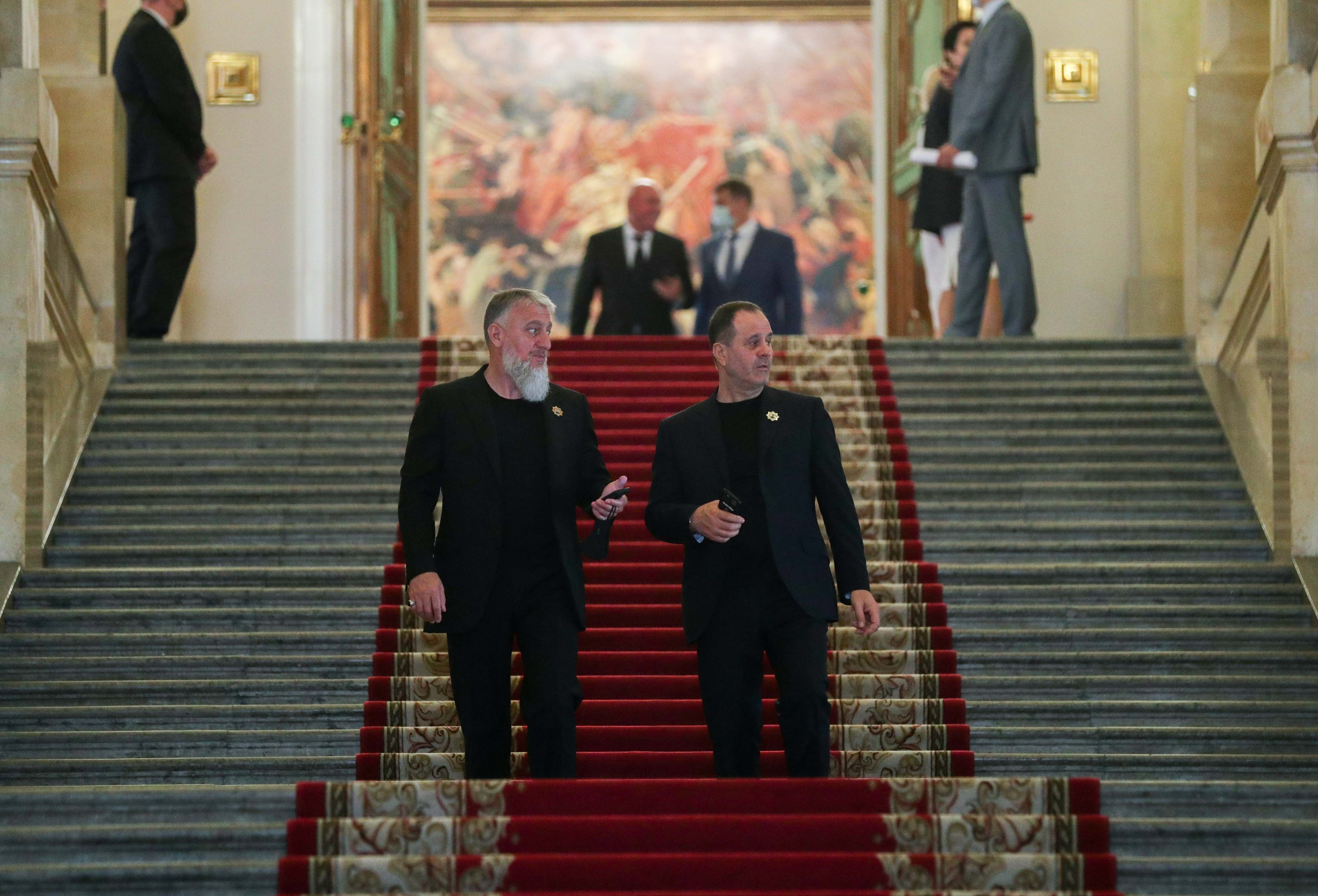
Адам Делімханов та Ахмед Догаєв на зустрічі з президентом Росії, 2021 рік

Адам Делімханов народився 25 вересня 1969 року в селі Беной Ножай-Юртовського району Чечено-Інгушської АРСР. Родич (за даними ряду ЗМІ, двоюрідний брат) Рамзана Кадирова.
У 1987—1989 роках Делімханов проходив строкову службу в Радянській армії. З березня до липня 1990 року працював слюсарем 3-го розряду в ремонтно-технічному підприємстві «Аргунське», потім по 1991 рік — постачальником підприємства «Тешам». В 1994 закінчив Чеченський державний університет.
У другій половині 1990-х років Делімханов був водієм чеченського польового командира Салмана Радуєва. З початком Другої Чеченської війни 1999 року він опинився серед чеченців, що перейшли на бік федеральних сил. З березня 2000-го до серпня 2003 року працював в органах внутрішніх справ як стажер, потім співробітник, а надалі — інспектор з аналізу та планування штабу окремої роти міліції при МВС Чеченської Республіки з охорони об'єктів — будівель органів державної влади (служба безпеки голови адміністрації Чечні (Ахмата Кадирова). З 2000 року працював у правоохоронних органах РФ. У грудні 2001 року на Делімханова було скоєно замах. У серпні-вересні 2003 року — командир батальйону міліції відділу позавідомчої охорони при Гудерміському ГВВС. У 2003—2006 роках — командир полку Управління позавідомчої охорони при МВС Чеченської республіки з охорони об'єктів нафтогазового комплексу.
З 18 липня 2006 року — заступник голови уряду Чеченської республіки. «Новая газета» зазначає, що коли у травні 2007 року в МВС Чечні викликали близько ста батьків бойовиків, віцепрем'єр Чечні Адам Делімханов заявив, що нікому з тих, хто пішов у ліс, прощення не буде: «Їм голови різатимуть».
У вересні 2007 року Делімханов повідомив, що Доку Умаров, який називав себе "президентом Ічкерії ", буде затриманий і відданий під суд або знищений.
На виборах 2 грудня 2007 Делімханов обраний до Державної думи. У Думі обіймає посаду заступника голови Комітету у справах Федерації та регіональної політики.
У 2008 році, після вбивства Руслана Ямадаєва, колишнього депутата Держдуми, застреленого в центрі Москви, його брат Іса Ямадаєв в інтерв'ю «Московському комсомольцю» прямо звинуватив Делімханова в безпосередній організації вбивства і повідомив, що в Чечні Делімханов відомий під назвою «Кат», тому що він керує стратами та викраденнями.
5 квітня 2009 року поліція міста Дубай (Об'єднані Арабські Емірати) заявила, що заарештовано двох безпосередніх учасників замаху на Суліма Ямадаєва: громадянин Ірану Махді Лорнія та громадянин Таджикистану Махсуд Джан; було також заявлено, що троє громадян Росії та громадянин Казахстану будуть оголошені у міжнародний розшук, зокрема, Адам Делімханов; останній назвав звинувачення на його адресу провокацією та заявив про готовність співпрацювати зі слідством. Делімханова оголошено у міжнародний розшук. Його анкета та фотографія з'явилися на офіційному сайті генерального секретаріату Інтерполу. Як зазначає «Інтерфакс», документ поширений з так званим «червоним кутом» — свідченням причетності розшукуваного.
У липні 2014 року Міністерство фінансів США запровадило санкції щодо Делімханова. Вони передбачають заморожування активів на території США та заборону на комерційні операції з громадянами цієї країни. У Мінфіні вважають, що Адам Делімханов «діяв від імені або на користь ключового члена» транснаціонального кримінального угруповання «Братське коло» Гафура Рахімова.
У березні 2019 року Комітет із закордонних справ Конгресу США схвалив проєкт резолюції щодо санкцій за вбивство Бориса Нємцова. Ініціатором розслідування фінансової діяльності лідера Чечні виступив конгресмен Том Малиновський. Делімханов є фігурантом цього пакету санкцій разом із главою республіки Кадировим, у рамках якого планується запровадження обмежувальних заходів та перевірка активів в арабських країнах.
1 лютого 2022 року у прямому ефірі в Instagram пообіцяв відрізати голови членам сім'ї судді Сайді Янгулбаєва та тим, хто переведе відео російською мовою. Раніше із погрозами на адресу сім'ї Янгулбаєвих виступив і глава Чечні Рамзан Кадиров.
14 червня 2023 був поранений у результаті ракетного обстрілу підрозділом «Бандерлоги» в окупованому місті Приморськ.

## Законотворча діяльність
З 2007 по 2019 рік, протягом виконання повноважень депутата Державної Думи V, VI та VII скликань, виступив співавтором 20 законодавчих ініціатив та поправок до проектів федеральних законів.

## Статки
У рейтингу 500 російських мільярдерів, складеному журналом «Фінанс» на початку 2011 року, Адам Делімханов зайняв 314 місце. Його капітал був оцінений у 300 мільйонів доларів або 9,1 млрд рублів. За офіційними даними за 2011 рік Делімханов отримав дохід у сумі 1,9 млн рублів, а його дружина — 187 тисяч рублів.